# 만약 운명의 사람이 있는 거라면
〈만약 운명의 사람이 있는 거라면〉(일본어: もしも運命の人がいるのなら 모시모 운메이노 히토가 이루노나라[*])은 일본의 여자 팝 가수 니시노 카나의 26번째 싱글이다. 2015년 4월 29일에 SME 레코드에서 발매되었다.

## 수록곡
- 전체 작사: 니시노 카나

| #            | 제목                                                          | 재생 시간 |
| ------------ | ------------------------------------------------------------- | --------- |
| 1.           | 〈もしも運命の人がいるのなら→만약 운명의 사람이 있는 거라면〉 | 5:23      |
| 2.           | 〈Lucky〉                                                     | 3:04      |
| 3.           | 〈Shut Up〉                                                   | 3:05      |
| 총 재생 시간 | 총 재생 시간                                                  | 11:32     |